# Antonio della Porta
Antonio Felice Sante della Porta (Montazzoli, 1868 – Roma, 1938) è stato un giornalista, poeta e scrittore italiano.

## Biografia
Poeta abruzzese, figlio del proprietario terriero Giovanni e di Marianna Recchia, si trasferì presto ad Ancona, dove ideò e diresse il periodico Stamura (1884). A partire dal 1888 studiò giurisprudenza all'Università di Bologna, iniziando presso la città a frequentare circoli letterari e a collaborare con la casa editrice Zanichelli. A Roma, dove trascorreva parte del periodo estivo, collaborò in veste di giornalista alle riviste La Nuova Rassegna, La Vita Italiana e Convito. Trasferitosi definitivamente presso la capitale, si ritirò presto dall'attività poetica e letteraria, dedicandosi alla scrittura di articoli di cronaca nera e al mestiere di avvocato. Dal 1908 fu mecenate e mentore del nipote Eitel Monaco.

## Poetica
Sempre attento nello studio della poesia e alla tradizione italiana del Duecento e Trecento, nelle sue opere giovanili risentì molto dell'influsso di D'Annunzio, riconoscibile come ispirazione per le raccolte poetiche La bella mano (1891), Modi antichi e Le sestine (1892).
Nella sua opera più matura, Canzoni (1901), raccoglie una serie di componimenti lirici, le canzoni appunto, che conciliano la storia poetica italiana del passato con i drammi e le passioni della vita contemporanea: vi si troveranno riferimenti all'Abruzzo, alla famiglia, alla sorella morta in gioventù, ai problemi economici, alle usanze e ai costumi del paese di provincia, abbandonato per cercare lavoro in città, tutto con nostalgia tale che la metrica della canzone tende a rendere ancora più epica.

## Opere
- Minareti: versi e prose (1888)
- I Berretti. Conferenza detta al club felsineo il 26 gennaio 1889, giorno dell'inaugurazione dei Berretti storici universitari (1889)
- Ballata a la maniera di Guittone d'Arezzo (1891)
- La bella mano (1891)
- Modi antichi (1892)
- Le sestine (1892)
- Numeri (1894)
- A Gabriele D'Annunzio legislatore: Ode (1897)
- Canzoni (1901)